# Alfaksalon
Alfaksalon, takođe poznat kao alfaksalon ili alfaksolon i u prodaji pod brandom Alfaksan, je neuroaktivni steroid i opšti anestetik koji se trenutno koristi u veterinarskoj praksi kao indukciono sredstvo za anesteziju i kao injekcioni anestetik. Iako je skuplji od drugih indukcionih agenasa, često mu se daje prednost zbog nedostatka depresivnih efekata na kardiovaskularni sistem. Najčešći neželjeni efekat koji se primećuje u trenutnoj veterinarskoj praksi je respiratorna depresija kada se Alfakan primenjuje istovremeno sa drugim sedativima i anesteticima; kada se ne daju premedikacije, veterinarski pacijenti takođe postaju uznemireni i preosetljivi kada se probude.
Alfaksalon deluje kao pozitivan alosterni modulator na GABAA receptora i, u visokim koncentracijama, kao direktan agonist GABAA receptora. Brzo se uklanja u jetri, što mu daje relativno kratak terminalni poluživot i sprečava da se akumulira u telu, smanjujući mogućnost predoziranja.

## Veterinarska upotreba
Alfaksalon se koristi kao indukciono sredstvo, injekcioni anestetik i sedativ kod životinja. Iako se obično koristi kod mačaka i pasa, uspešno se koristi i kod zečeva, konja, ovaca, svinja i egzotika kao što su crvenouve kornjače, aksolotl, zelene iguane, marmozeti i koi ribe. Kao indukcioni agens, alfaksalon dovodi do toga da se životinja dovoljno opusti da bi bila intubirana, što onda omogućava primenu inhalacione anestezije. Premedikacija (davanje sedativnih lekova pre indukcije) povećava snagu alfaksalona kao indukcionog agensa. Alfaksalon se može koristiti umesto gasnih anestetika u operacijama koje traju manje od 30 minuta, gde se daje konstantnom brzinom putem IV (infuzija konstantne brzine); ovo je posebno korisno u procedurama kao što su bronhoskopije ili popravka trahealnih povreda, pošto nema endotrahealne cevi na putu. Kada se prestane s davanjem alfaksalona, životinja se brzo oporavlja od anestezije.
Alfaksalon se može koristiti kao sedativ kada se daje intramuskularno (IM), iako to zahteva veću količinu (sve zemlje ne dozvoljavaju da se alfaksalon daje intramaskularno).
Uprkos upotrebi kao anestetik, sam alfaksalon nema analgetska svojstva.

## Osobine
Alfaksalon je organsko jedinjenje, koje sadrži 21 atom ugljenika i ima molekulsku masu od 332,477 .
| Osobina                  | Vrednost |
| ------------------------ | -------- |
| Broj akceptora vodonika  | 3        |
| Broj donora vodonika     | 1        |
| Broj rotacionih veza     | 1        |
| Particioni koeficijent ( | 2,7      |
| Rastvorljivost (logS, log(mol/L))       | -4,7     |
| Polarna površina (PSA, Å2)  | 54,4     |

## Literatura
- Hardman JG, Limbird LE, Gilman AG (2001). Goodman & Gilman's The Pharmacological Basis of Therapeutics (10. изд.). New York: McGraw-Hill. ISBN 0071354697. doi:10.1036/0071422803.
- Thomas L. Lemke; David A. Williams, ур. (2007). Foye's Principles of Medicinal Chemistry (6. изд.). Baltimore: Lippincott Willams & Wilkins. ISBN 0781768799.

## Spoljašnje veze
|  | Molimo Vas, obratite pažnju na važno upozorenje u vezi sa temama iz oblasti medicine (zdravlja). |